# Indigen: Das Nordamerika Filmfestival
Indigen: Das Nordamerika Filmfestival ist ein Festival, das Filme aus dem indianischen Nordamerika (USA und Kanada) zeigt. Es wurde 2004 mit dem Titel „Indianer Inuit: Das Nordamerika Filmfestival“ von Gunter Lange gegründet, dem künstlerischen Leiter des Festivals. Es findet alle zwei Jahre in Stuttgart statt und ist das einzige Festival seiner Art in Europa.
Im Juni 2023 erfolgte die Änderung des Filmfestivalnamens zu „Indigen: Das Nordamerika Filmfestival“.

## Überblick
Das Filmfestival zeigt Filme aus verschiedenen Kategorien. Die Spielfilme, Dokumentarfilme, Kurzfilme, Trickfilme und Musikvideos sind überwiegend indigene Produktionen. Indigene Regisseure, Darsteller und Produzenten stellen die Themen aus ihrer Sicht dar und vermitteln unterschiedliche Perspektiven auf den Alltag, die Geschichte und die Mythologie. Zu jedem Festival werden Gäste eingeladen, die an den Produktionen der gezeigten Filme mitgewirkt haben. Sie berichten über die Hintergründe der Filme und stehen dem Publikum für Fragen zur Verfügung.
Der indigene Film zeichnet sich mittlerweile als eigenes Genre ab. Ziel des Filmfestivals ist es, durch die Vielzahl der gezeigten Filme ein breites Spektrum an Sichtweisen aufzuzeigen und Stereotypisierungen entgegenzuwirken. Es versteht sich als eine Veranstaltung mit Unterhaltungs- und Bildungsauftrag.

## Filme
30 bis 50 Filme bilden das Filmprogramm eines Festivals. Durchschnittlich 200 Filme werden vor jedem Festival eingereicht. Filmvorstellungen für Schulklassen, Kulturprogramme und pädagogische Fortbildungen sind wichtige Bestandteile des Festivals. Pädagogisch wertvolle Filme, die sich zum Einsatz im Unterricht anbieten, werden den Medienzentralen zum Verleih vorgeschlagen. Das Festival verbindet die zahlreichen Filmpräsentationen mit einem facettenreichen Rahmenprogramm, das beispielsweise Ausstellungen, Konzerte, Lesungen, Tänze, Vorträge oder andere kulturelle Veranstaltungen umfasst.

## Bisherige Festivals
Das Festival fand bisher unter folgenden Themen jeweils in Stuttgart statt:
- 18. bis 28. November 2004 (und in Zürich): ohne Titel
- 21. bis 25. März 2007 „Indigenous Voices“
- 10. bis 13. Dezember 2009 „Generation Pow Wow“
- 19. bis 22. Januar 2012 „Between Tradition and Multimedia Life“
- 23. bis 26. Januar 2014 „No more Silence“
- 21. bis 24. Januar 2016 „In Tomorrow We Believe“
- 18. bis 21. Januar 2018 „UP|RISE – Earth and Water“
- 6. bis 9. Februar 2020 „Dreams have no Borders“
- 3. bis 6. Februar 2022 „Mehr als Leder und Feder | More than Leather and Feather“
- 2. bis 5. Februar 2023 „More than Leather and Feather“
- 13. bis 16. Februar 2025 "Reaching for the Stars – Indigenous Cinema on the Rise"

Ein Ziel der Veranstalter ist es, das Festival als professionelles Filmforum auszubauen, um die Kommunikation zwischen indigenen und deutschen Filmschaffenden zu fördern. 2013 wurde eine Startnext-Crowdfunding durchgeführt, die über 5000 Euro an Spenden einbrachte. Alle Preise sind jeweils mit 500 € dotiert. 2014 übernahmen erstmals die Schüler einer Stuttgarter Grundschule die Jurytätigkeit für den UNICEF-Kinderfilmpreis.
Seit 2014 werden beim Festival Preise in folgenden Kategorien verliehen:
- Bester Spielfilm
- Bester Dokumentarfilm (lang)
- Bester Kinderfilm (UNICEF-Preis)
- Bestes Musikvideo
- [3] Bester Trickfilm (seit 2018)
- Lifetime Achievement Award